# Arnold Bergstraesser

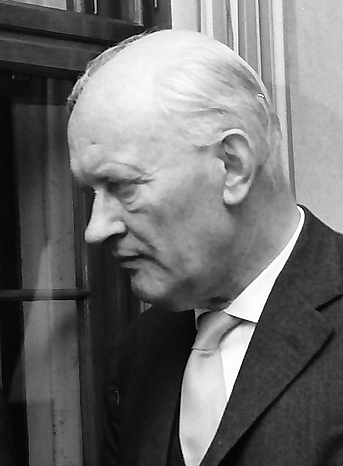
Arnold Bergstraesser (1962)

Arnold Bergstraesser (* 14. Juli 1896 in Darmstadt; † 24. Februar 1964 in Freiburg im Breisgau) war ein deutscher Politikwissenschaftler und Hochschullehrer. Er gilt neben Wolfgang Abendroth, Theodor Eschenburg, Ernst Fraenkel und Eric Voegelin als einer der Gründerväter der deutschen Politikwissenschaft nach dem Zweiten Weltkrieg.

## Leben
Arnold Bergstraesser stammte aus einer protestantischen Familie, hatte aber auch jüdische Vorfahren, eine jüdische Großmutter. Vor dem Ersten Weltkrieg war er in der Wandervogelbewegung aktiv, wo er Carlo Schmid kennenlernte. Nach vier Jahren Kriegsdienst studierte er Geschichte, Soziologie und Nationalökonomie an den Universitäten Berlin, Tübingen und München. Während seines Studiums engagierte er sich in der Heidelberger Freistudentenschaft und war 1919 Mitbegründer und Vorstandsmitglied des AStA-Dachverbands Deutsche Studentenschaft. 1923 wurde er in Heidelberg bei Eberhard Gothein zum Dr. phil. promoviert und war danach als Assistent am Institut für Sozial- und Staatswissenschaften tätig. 1925 gehörte Bergstraesser zu den Gründern des Deutschen Akademischen Austauschdienstes. 1928 folgte seine Habilitation für Nationalökonomie bei Alfred Weber.
1929 wurde er auf einen Lehrstuhl für Auslandskunde in Heidelberg berufen, hielt dort ab April 1932 die Professur und war Mitglied im Gumbel-Untersuchungsausschuss. Nach dem Ausscheiden von Alfred Weber war Bergstraesser vorübergehender Institutionsleiter und von 1933 bis 1934 Professor an der Staats- und Wirtschaftswissenschaftlichen Fakultät.
1935 kam es zu Boykottaktionen nationalsozialistischer Studenten gegen ihn und zur vorübergehenden Einstellung seiner Lehrveranstaltungen. Im September 1935 folgte eine Beurlaubung und der Umzug nach München, um Verfolgungen zu entgehen. Im Februar 1936 zog er das Urlaubsgesuch zurück, jedoch wurde ihm bereits im August, auf Basis der Reichshabilitationsordnung, die Lehrbefugnis entzogen und ihm am 30. September gekündigt.
1937 verließ Bergstraesser Deutschland, weil seine teils jüdische Abstammung – seit 1933 bekannt – zur Entlassung aus dem Universitätsdienst geführt hatte, und ging in die USA. Dort wurde er indes zunächst von der FBI Enemy Control Unit zweimal als vermeintlicher Nazi-Spion inhaftiert. Hintergrund dieser Verhaftungen war, dass Bergstraesser 1932 an der Entlassung des pazifistischen jüdischen Kollegen Emil Julius Gumbel aus dem Hochschulbetrieb beteiligt gewesen war. Zudem hatte er, der sich selbst als Weimarer Liberaler verstand, 1933/34 zwei Artikel veröffentlicht, die als NS-freundlich gelesen werden konnten.
Später lehrte er bis 1954 an mehreren US-Universitäten – zuletzt als Professor für Deutsche Literatur und Geschichte an der Universität Chicago, wo Georg Iggers 1944 zu seinen ersten Schülern zählte. Hier trug er maßgeblich zur deutsch-amerikanischen Verständigung bei, unter anderem als Mitherausgeber einer Deutschen Geschichte (New York 1944) sowie als Veranstalter der Goethe-Tagung 1949 in Aspen (Colorado) (zusammen mit Albert Schweitzer). Gut bekannt war er mit Carl Joachim Friedrich, der an der Harvard University lehrte. 1954 kehrte er nach Deutschland zurück und wurde als Professor für Soziologie und Politikwissenschaft an die Universität Freiburg berufen.
Von 1955 bis 1959 war Bergstraesser Direktor des Forschungsinstituts der Deutschen Gesellschaft für Auswärtige Politik (DGAP) und Herausgeber des Jahrbuchs für Internationale Politik. 1958 gründete er das Ost-West-Institut, das heutige Studienhaus Wiesneck für politische Bildung. Von 1958 bis 1964 war er Vorsitzender der Konrad-Adenauer-Stiftung, von 1958 bis 1960 zudem Mitglied im Kuratorium der Friedrich-Naumann-Stiftung. Ab 1959 leitete er die studentische Forschungsgruppe Entwicklungsländer, aus der später das Arnold-Bergstraesser-Institut hervorging. Ferner war er Präsident der Deutschen UNESCO-Kommission und maßgeblich an der Gründung der Akademie für Politische Bildung in Tutzing sowie an der Einführung des Gemeinschaftskundeunterrichts an höheren Schulen beteiligt. Die 1961 auf seine Initiative gebildete „Arbeitsgemeinschaft Wissenschaft und Politik“ wurde im Folgejahr in die bis heute bestehende außenpolitische Denkfabrik und Politikberatung „Stiftung Wissenschaft und Politik“ (SWP) umgewandelt.
Er war von 1925 bis zu seinem Tod mit Erika Emma Johanna, geb. Sellschopp (* 23. Januar 1900 in Satow; † 29. Oktober 1977 in Freiburg) verheiratet; das Paar hatte zwei Kinder.

## Werk
Bereits in seinem 1931 erschienenen Werk über Staat und Wirtschaft Frankreichs dokumentiert sich Bergstraessers spätere Konzeption einer Politikwissenschaft als einer „synoptischen“, das heißt volkswirtschaftliche, historisch-kulturelle und politisch-institutionelle Sichtweisen integrierenden Disziplin. Ein weiteres Element von Bergstraessers Politikverständnis findet sich in der Schrift „Sinn und Grenzen der Verständigung zwischen Nationen“. Darin geht es ihm um die Überwindung provinziellen nationalstaatlichen Denkens und um die Öffnung der eigenen geistigen Überlieferung für die Begegnung mit fremden Kulturen.
Nach seiner Berufung auf den Freiburger Lehrstuhl ging es ihm um die Durchsetzung eines „normativen, in der geistigen Überlieferung beheimateten Politikverständnisses“ (sog. „Freiburger Schule“ der Politikwissenschaft). Damit verbunden war das Bemühen um eine „praxisbezogene, empirisch-synoptische Analyse der politischen Realität“. Einen besonderen Stellenwert gewannen in diesem Zusammenhang die Länder der Dritten Welt, deren Bedeutung für die Weltpolitik Bergstraesser als einer der ersten erkannt und in die bundesdeutsche Politikwissenschaft eingebracht hat.

## Schriften (Auswahl)
- Die wirtschaftlichen Mächte und die Bildung des Staatswillens nach der deutschen Revolution. Studie zur Frage der berufsständischen Verfassung. Dissertation. Heidelberg 1924.
- Landwirtschaft und Agrarkrise in Frankreich. Habilitationsschrift. Heidelberg 1928.
- Sinn und Grenzen der Verständigung zwischen den Nationen. Duncker & Humblot, München/Leipzig 1930 (= Wissenschaftliche Abhandlungen und Reden zur Philosophie, Politik und Geistesgeschichte, Band 9).
- Nation und Wirtschaft. Hanseatische Verlagsanstalt, Hamburg 1933.
- Die weltpolitische Dynamik der Gegenwart. In: Die Internationale Politik. 1955, München 1958, S. 1–51.
- Politik in Wissenschaft und Bildung. Schriften und Reden. Freiburg 1961. 2. Auflage 1966.
- Goethe’s Image of Man and Society. Chicago 1949. Neudruck Freiburg 1962.
- Gedanken zu Verfahren und Aufgaben der kulturwissenschaftlichen Gegenwartsforschung. In: Gottfried-Karl Kindermann (Hrsg.): Kulturen im Umbruch. Studien zur Problematik und Analyse des Kulturwandels in Entwicklungsländern. Freiburg 1962, S. 401–422.
- Hrsg. mit Dieter Oberndörfer: Klassiker der Staatsphilosophie. Ausgewählte Texte. Band 1. Köhler, Stuttgart 1962, 1975.
- Weltpolitik als Wissenschaft. Geschichtliches Bewußtsein und politische Erziehung. Hrsg. von Dieter Oberndörfer. Köln/Opladen 1965.
- Staat und Dichtung. Hrsg. von Erika Bergstraesser. Rombach, Freiburg 1967.